# PYTHIA
PYTHIA — программа моделирования процессов столкновения элементарных частиц при высоких энергиях на ускорителях элементарных частиц методом Монте-Карло. Программа разработана группой физиков Лундского университета в Швеции.
Разработка PYTHIA началась в 1982 г. В 1997 г. произошло слияние проекта с другой смежной разработкой — JETSET с целью объединения их функциональности в рамках одного генератора. Версии программы вплоть до 6-й реализовавались на языке Fortran 77. Однако с 2004 г. началась разработка PYTHIA 8 на языке C++. По состояния на январь 2010 г. обе ветви развиваются параллельно.